# Mirosternus hawaiiensis
Mirosternus hawaiiensis là một loài bọ cánh cứng thuộc họ Ptinidae.